# Jane E. Buikstra
Jane E. Buikstra (* 2. November 1945) ist eine US-amerikanische Anthropologin und Professorin an der Arizona State University. Sie amtierte 1989–1991 als Präsidentin der American Anthropological Association (AAA). 2019 wurde sie in die American Academy of Arts and Sciences gewählt.

## Leben
Buikstra machte das Bachelor-Examen (wie alle weiteren akademischen Abschlüsse im Fach Anthropologie) 1967 an der DePauw University den Master-Abschluss 1969 an der University of Chicago, wo sie 1972 auch zur Ph.D. promoviert wurde. Nach Professuren an der Northwestern University	(1982–1986), der University of Chicago (1986–1995) und der University of New Mexico (1995–2005) ist sie seit 2005 Professorin für Bioarchäologie und Gründungsdirektorin des Center for Bioarchaeological Research der Arizona State University.
Sie gilt als Begründerin der Bioarchäologie, die biologisch-anthropologische Methoden auf das Studium der Archäologie anwendet. Buikstras internationale Forschung umfasst Bioarchäologie, Paläopathologie, forensische Anthropologie und Paläodemografie. Zu ihren aktuellen Arbeiten gehört eine Untersuchung der Evolutionsgeschichte der antiken Tuberkulose in Amerika auf der Grundlage archäologisch geborgener Erreger-DNA.